# Andrzej Hamada
Andrzej Hamada (ur. 12 maja 1925 w Gdańsku) – polski architekt, publicysta, znawca historii Opola.

## Życiorys
Wczesne dzieciństwo spędził w Gdańsku i Gdyni, gdzie jego ojciec, Grzegorz Hamada, z polecenia Rządu Polskiego uruchomił towarowy transport kolejowy dla obsługi portów. W przeddzień wybuchu II wojny światowej mieszkał z rodzicami w Krakowie i tam, po ich wspólnym powrocie z ucieczki na wschód, spędził czas okupacji. Uczęszczał na tajne komplety nauczania organizowane przez przedwojenną kadrę nauczycielską. Jako uczeń polskiego technikum budowlanego (Państwowa Szkoła Przemysłowa), współpracował z Armią Krajową (Grupa Żelbet), która, wykorzystując jego umiejętności rysunku technicznego, powierzyła mu zadanie nanoszenia na mapę Krakowa obiektów wroga.
Po wojnie skończył studia na Wydziale Architektury Politechniki Gdańskiej. Do Opola sprowadził go w 1952 roku nakaz pracy w biurze architektonicznym. Współtworzył opolski oddział Stowarzyszenia Architektów Polskich, dziś jest jego prezesem honorowym. Wiele lat pełnił funkcję Głównego Architekta Wojewódzkiego. Oddany był pracy zawodowej, początkowo odbudowie  zrujnowanego Opola, następnie tworzeniu jego nowego oblicza.
Zafascynowany tysiącletnią przeszłością piastowskiego miasta odkrywał jego historyczne uroki. Wsłuchany w opowieści Szymona Koszyka, a później Fryderyka Kremsera o ziemi ojczystej, znajdował czas, poza absorbującą pracą zawodową, na studiowanie dostępnych archiwaliów. Główne pasje jego zainteresowań to geneza kształtu przestrzennego miasta i jego architektura, od wczesnośredniowiecznego grodu słowiańskiego na Ostrówku poprzez wielki gotyk i barok do współczesnych form modernizmu.
Obecnie przebywa na emeryturze. Obserwując i studiując historię Opola, oddaje się całkowicie swojej pasji: ze szkicownikiem w ręku wędruje szlakiem zabytków, rysuje i opowiada.
Ma na koncie ponad 200 rysunków, w których ukazuje swą ogromną wiedzę historyczną i architektoniczną. Wykorzystuje tusz i akwarele. Jest autorem kilku książek, wzbogaconych swoimi szkicami. Od ponad 20 lat publikuje teksty i ilustracje na łamach pisma Uniwersytetu Opolskiego „Indeks”.

## Kariera

### Wybrane prace
- budynek Filharmonii w Opolu[13] (1952)
- adaptacja Konsulatu Republiki Federalnej Niemiec na wyspie Pasieka w Opolu[14] (1992)
- obiekty handlowe i spożywcze, w tym pierwszy typu Samoobsługa[15] (1957), Delikatesy[16] (1959)
- wnętrza (m.in. Urzędu Miasta Opola, Opolskiego Urzędu Wojewódzkiego, Opolskiego Teatr Lalki i Aktora)[17]
- wzorcowy pawilon handlowy Anatol[18] w Opolu: nowatorska konstrukcja stalowa, powielana w skali krajowej

### Odznaczenia i wyróżnienia
- Odznaka Honorowa Za Zasługi dla Województwa Opolskiego (2025)[19]
- Złota odznaka Za opiekę nad zabytkami (2025)[20]
- Krzyż Kawalerski Orderu Odrodzenia Polski (1976)
- Zasłużony Działacz Kultury (1976)
- Złota Odznaka SARP (1975)
- Status Twórcy (1986)
- Zasłużony Obywatel Miasta Opola[21] (2006)
- Honorowy Prezes Stowarzyszenia Architektów Polskich
- Harcerski Krzyż ZHP (1937)

### Publikacje
- 2005 Opole niegdyś i dzisiaj, Wydawnictwo Unitex przy współpracy Wydziału Gospodarki i Promocji Miasta Opola
- 2008 Architektura Opola wpisana w dzieje miasta, Oficyna Piastowska, Opole
- 2017 Architektoniczne ABC Opola, Wydawnictwo i Drukarnia św. Krzyża, Opole

## Życie prywatne

### Rodzina
Urodził się w rodzinie Grzegorza Hamady, wysokiego urzędnika państwowego i Janiny z Czuszkiewiczów. Był żonaty z Hanną, z domu Czarnecką. Ich córka, Katarzyna, również architekt, żyje i pracuje we Francji, gdzie pełni funkcję zastępcy mera w obrębie Metropolii Wielkiego Paryża.